# Acanthogonatus tacuariensis
Acanthogonatus tacuariensis là một loài nhện trong họ Nemesiidae.
Acanthogonatus tacuariensis được miêu tả năm 1982 bởi Pérez-Miles & Capocasale.